# Aroegas dilatatus
Aroegas dilatatus is een rechtvleugelig insect uit de familie sabelsprinkhanen (Tettigoniidae). De wetenschappelijke naam van deze soort is voor het eerst geldig gepubliceerd in 1996 door Naskrecki.
1. ↑  (en) Aroegas dilatatus op de IUCN Red List of Threatened Species.